# Polyclinum fungosum
Polyclinum fungosum är en sjöpungsart som beskrevs av William Abbott Herdman 1886. Polyclinum fungosum ingår i släktet Polyclinum och familjen klumpsjöpungar. Inga underarter finns listade i Catalogue of Life.